# Birhanu Legese
Birhanu Legese Gurmesa (11 settembre 1994) è un maratoneta e mezzofondista etiope.

## Biografia
Nel 2014 si è classificato ottavo ai Campionati africani nei 5000 m piani. In seguito ha iniziato a dedicarsi principalmente alle corse su strada, ed in particolare alla maratona, vincendo la Maratona di Tokyo (sua prima major vinta in carriera) nel 2019.
Il 29 settembre 2019 arriva secondo alla Maratona di Berlino dietro al connazionale Kenenisa Bekele, correndo in un tempo di 2h02'48" (quarta prestazione mondiale di sempre in maratona; Bekele, vincitore della gara, ha invece realizzato il secondo miglior tempo di sempre in 2h01'41").

## Palmarès
| Anno | Manifestazione      | Sede      | Evento       | Risultato | Prestazione | Note |
| ---- | ------------------- | --------- | ------------ | --------- | ----------- | ---- |
| 2014 | Campionati africani | Marrakech | 5000 m piani | 8º        | 13'59"57    |      |

## Altre competizioni internazionali
2012
- Argento alla Great Ethiopian Run ( Addis Abeba) - 28'41"
- Oro alla Corrida Pédestre Internationale de Houilles ( Houilles) - 28'23"

2013
- Bronzo alla Bangalore TCS World 10K ( Bangalore) - 28'16"

2015
- Oro alla Mezza maratona di Delhi ( Nuova Delhi) - 59'20"
- Oro alla Berlin Half Marathon ( Berlino) - 59'45"
- 17º alla Copenhagen Half Marathon ( Copenaghen) - 1h02'56"
- 5º alla Bangalore TCS World 10K ( Bangalore) - 28'42"

2016
- Oro alla Ras Al Khaimah International Half Marathon ( Ras Al Khaimah) - 1h00'40"

2017
- Oro alla Mezza maratona di Delhi ( Nuova Delhi) - 59'46"
- 5º alla Bangalore TCS World 10K ( Bangalore) - 28'36"

2018
- 10º alla Maratona di Chicago ( Chicago) - 2h08'41"
- 6º alla Maratona di Dubai ( Dubai) - 2h04'15"
- Oro alla Kolkata 25 km ( Calcutta) - 1h15'48"
- Argento alla Bangalore TCS World 10K ( Bangalore) - 28'38"

2019
- Argento alla Maratona di Berlino ( Berlino) - 2h02'48"
- Oro alla Maratona di Tokyo ( Tokyo) - 2h04'48"
- Bronzo alla Bangalore TCS World 10K ( Bangalore) - 28'33"

2020
- Oro alla Maratona di Tokyo ( Tokyo) - 2h04'15"
- Bronzo alla Maratona di Valencia ( Valencia) - 2h03'16"

2021
- 5º alla Maratona di Londra ( Londra) - 2h06'10"

2022
- 6º alla Maratona di Londra ( Londra) - 2h06'11"

2023
- 4º alla Maratona di Amsterdam ( Amsterdam) - 2h04'44"
- Argento alla Mezza maratona di Barcellona ( Barcellona) - 58'59"
- 10º alla World 10K Bangalore ( Bangalore) - 28'46"

2024
- Bronzo alla Maratona di Rotterdam ( Rotterdam) - 2h05'16"
- 11º alla Maratona di Valencia ( Valencia) - 2h05'21"